# Bob Tinning
Robert Noel Patrick „Bob” Tinning (ur. 25 grudnia 1925 w Sydney, zm. 19 maja 2001) – australijski wioślarz, brązowy medalista olimpijski.
Wystąpił na igrzyskach olimpijskich w Helsinkach w 1952 roku, gdzie Australijczycy w składzie: Bob Tinning, Ernest Chapman, Nimrod Greenwood, Mervyn Finlay, Edward Pain, Phil Cayzer, Tom Chessell, Dave Anderson i Geoff Willamson (sternik) zdobyli brązowy medal w ósemkach. W finale o 7,2 sekundy przegrali z osadą USA, a o 1,9 sekundy szybsza była osada ZSRR. Był to jego jedyny start olimpijski.
W tej samej konkurencji zdobył złoty medal na igrzyskach Imperium Brytyjskiego w Auckland w 1950.
Z wykształcenia był lekarzem. Podczas igrzysk olimpijskich w Moskwie w 1980 był lekarzem reprezentacji Australii.